# Terchovské srdce
Terchovské srdce je ocelová rozhledna nacházející se na kopci Oblaz (609 m n. m.) nad obcí Terchová v okrese Žilina v Žilinském kraji na Slovensku.

## Popis a historie stavby
Rozhledna Terchovské srdce stojí na místě, kde ve filmu Jánošík z roku 1935 na šibenici zahynul místní rodák a zbojník Juraj Jánošík. Konstrukce rozhledny vzdáleně připomíná právě filmovou rekvizitu šibenice z tohoto filmu. Byla odhalena 28. října 2015 a její výška je 30 m. Má tvar štíhlé pyramidy (jehlanu). Zajímavostí je, že každý ze čtyř základních nosných pilířů rozhledny je umístěn ve směru jedné světové strany. Název rozhledny vychází z textu místní lidové písně, kde se zpívá: „To terchovské srdce na dvoje sa delí, jedna strana plače, druhá sa veselí...“. Rozhledna má ocelové roštové schodiště a tří vyhlídkové roštové terasy také z oceli. Rozhledna byla postavena podle návrhu známého architekta a umělce, kterým je Alojz Mucha.

## Další informace
K rozhledně vede asi kilometr dlouhá naučná stezka ve směru na horu Mravečník. Kromě Terchové se nabízí vyhlídka na Velký Rozsutec i Malý Rozsutec, Boboty, Tiesňavy, Obšívanku, Sokolie, Vrátnou dolinu, Žilinské kotliny, Kysuckou vrchovinu aj.
U rozhledny se nachází také stánek s občerstvením a suvenýry, lavičky a také malá červená dřevěná plastika Terchovské srdce.

## Galerie

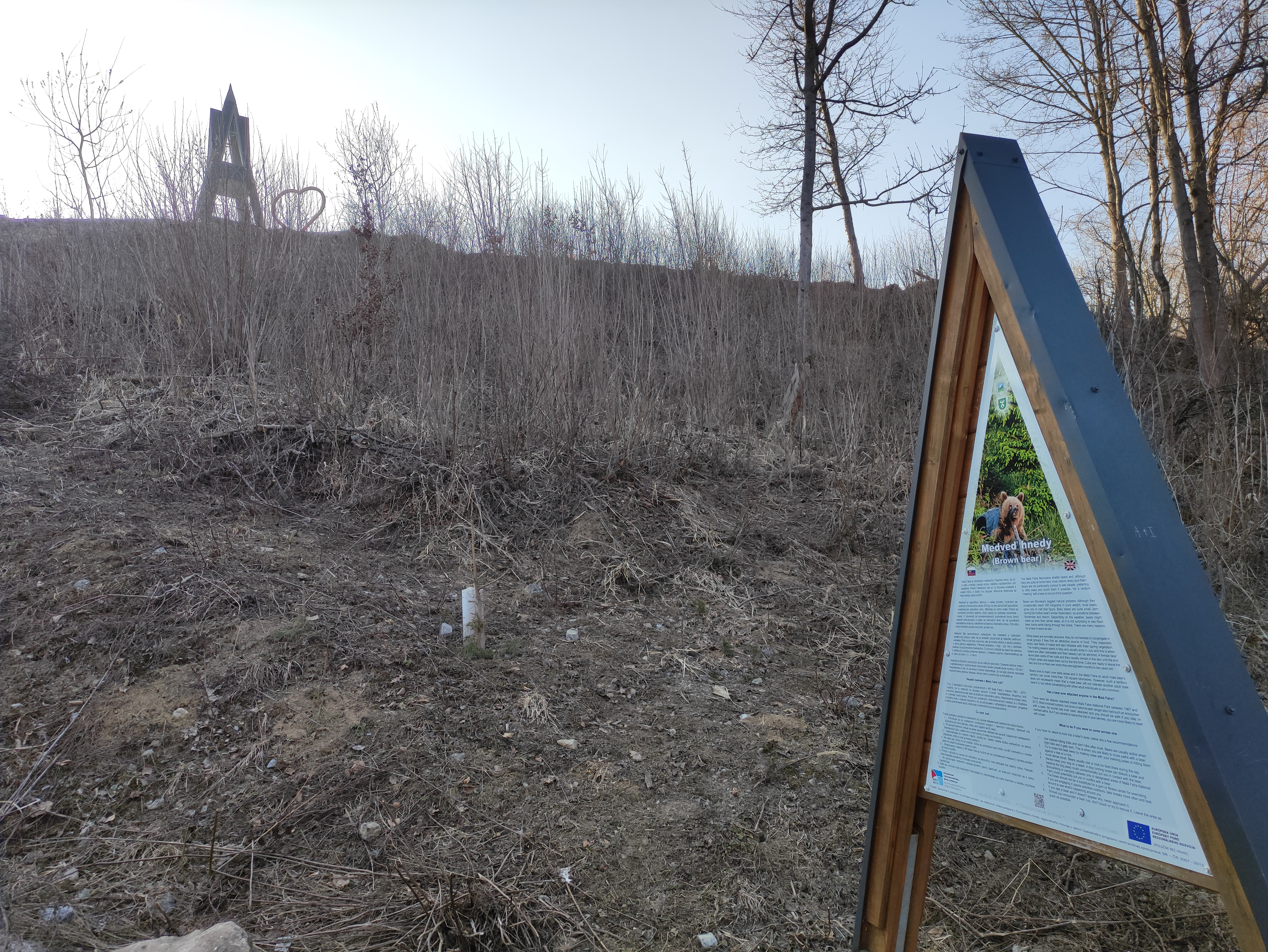
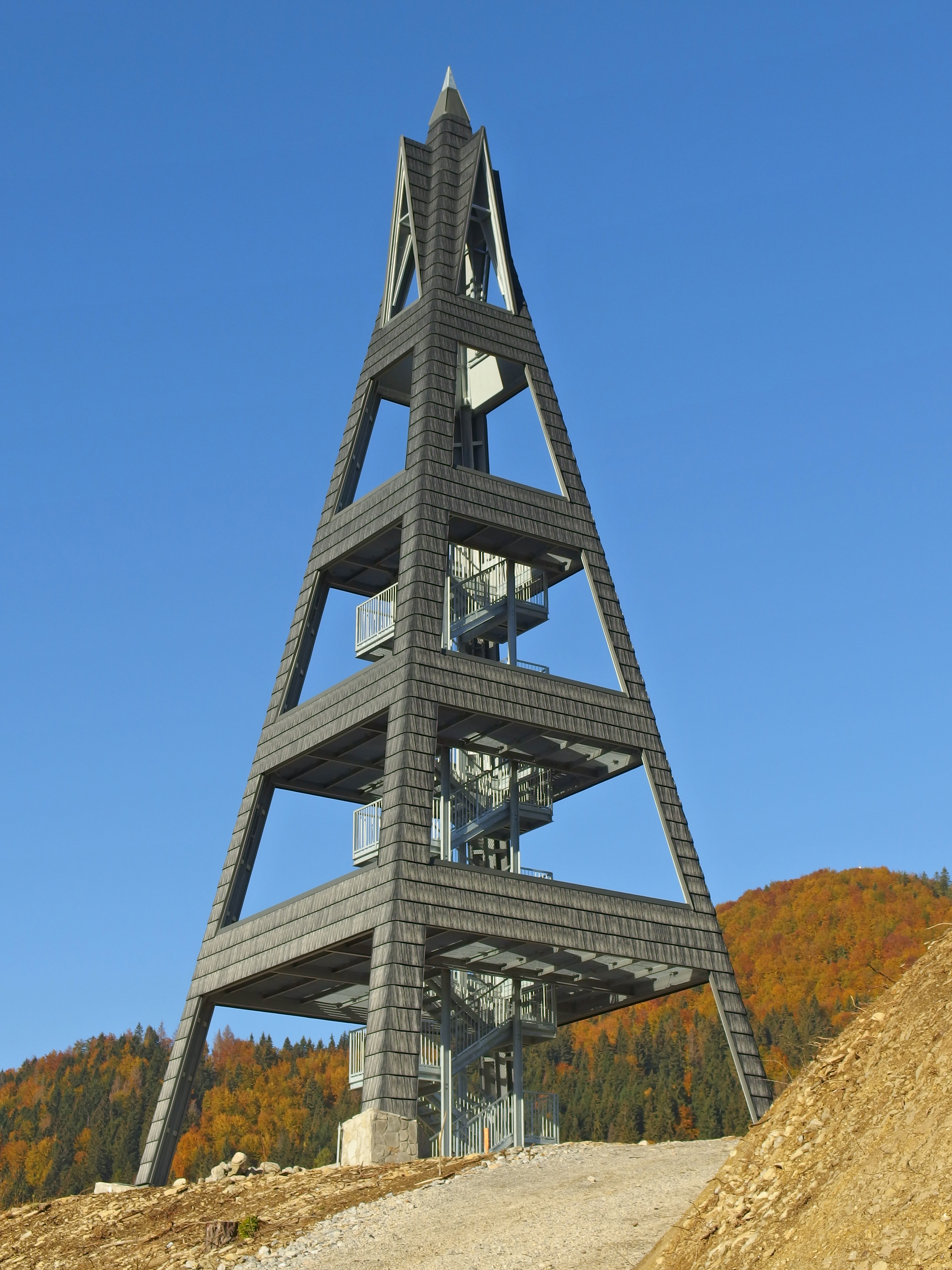
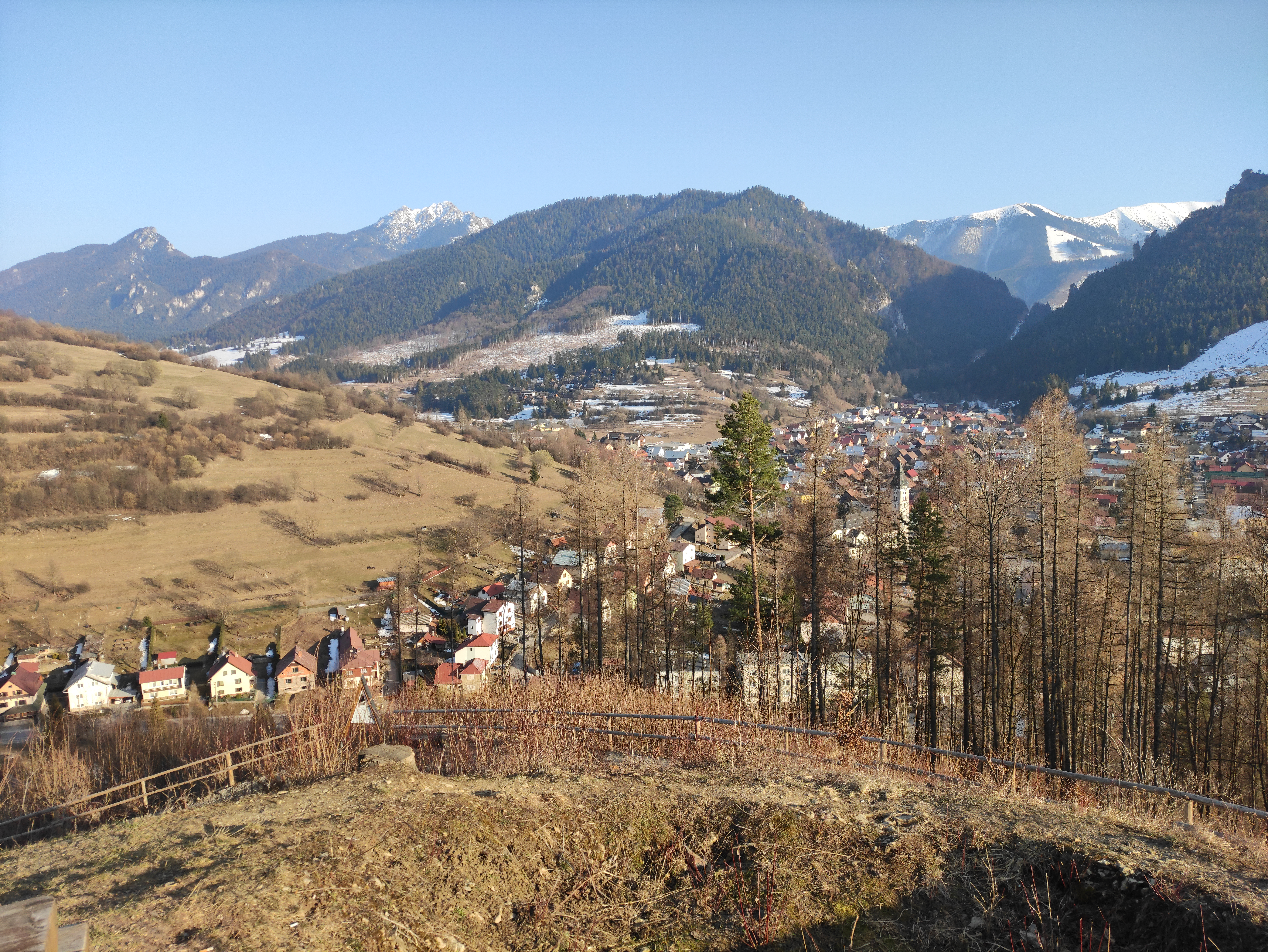
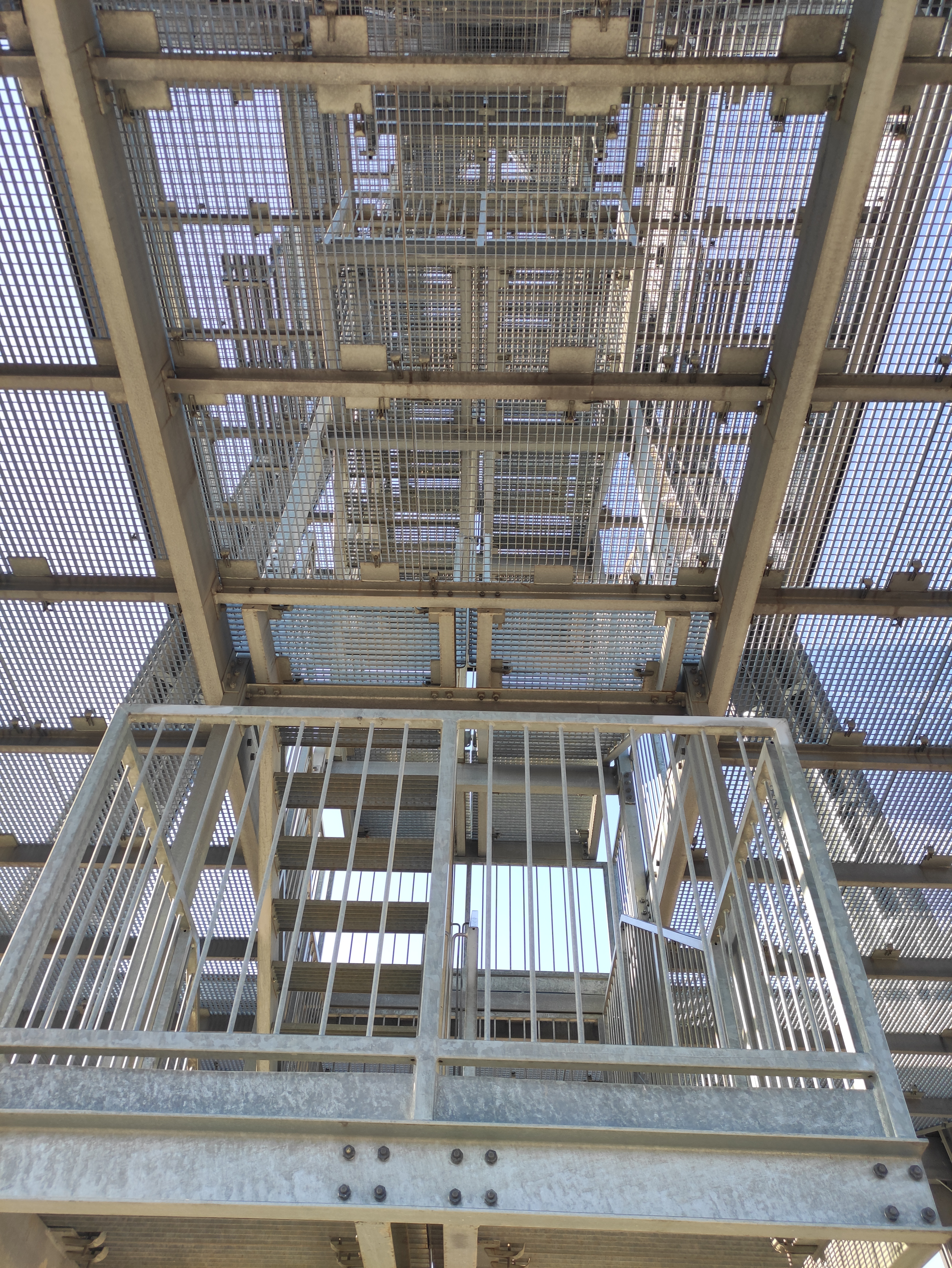
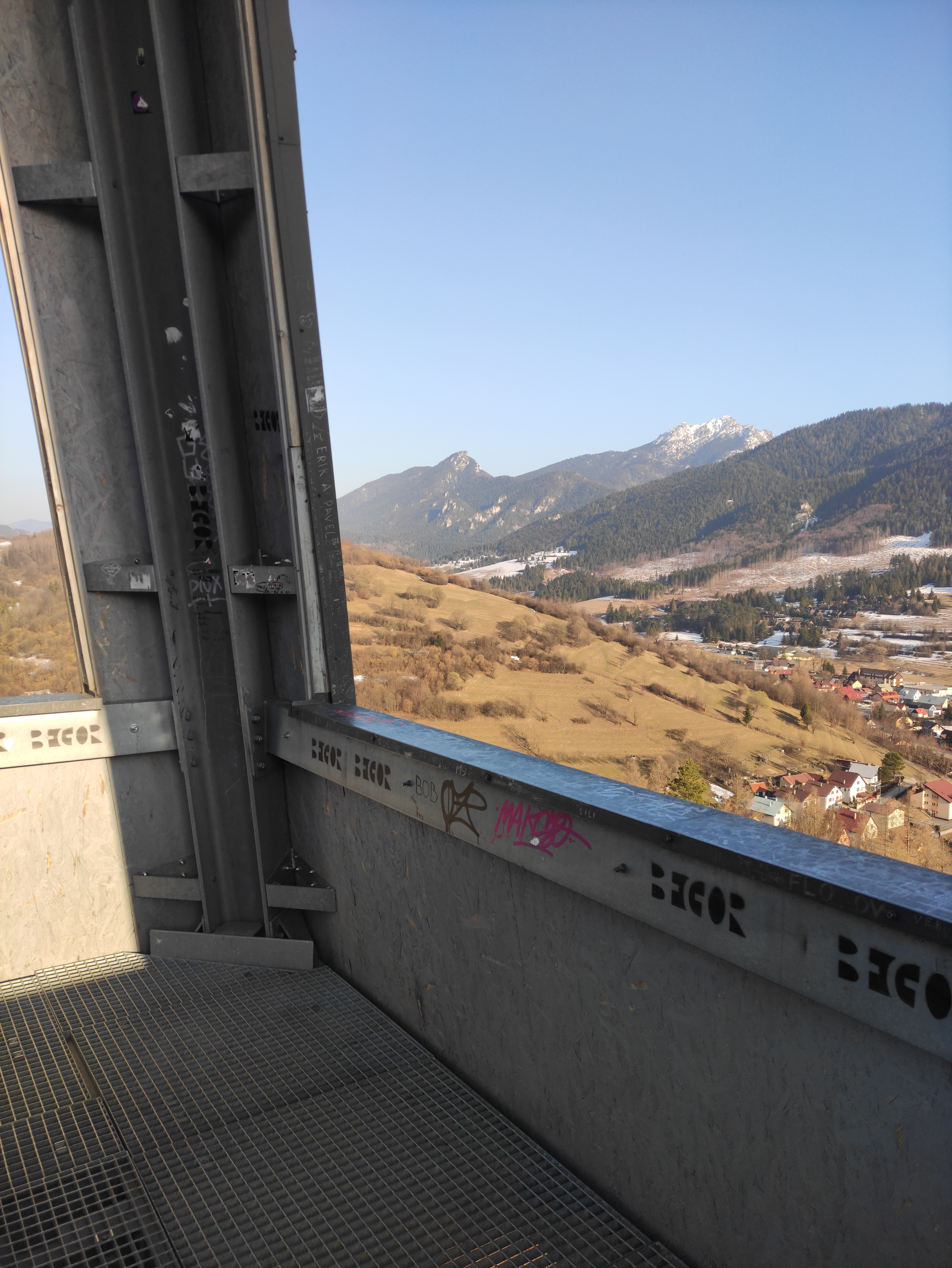
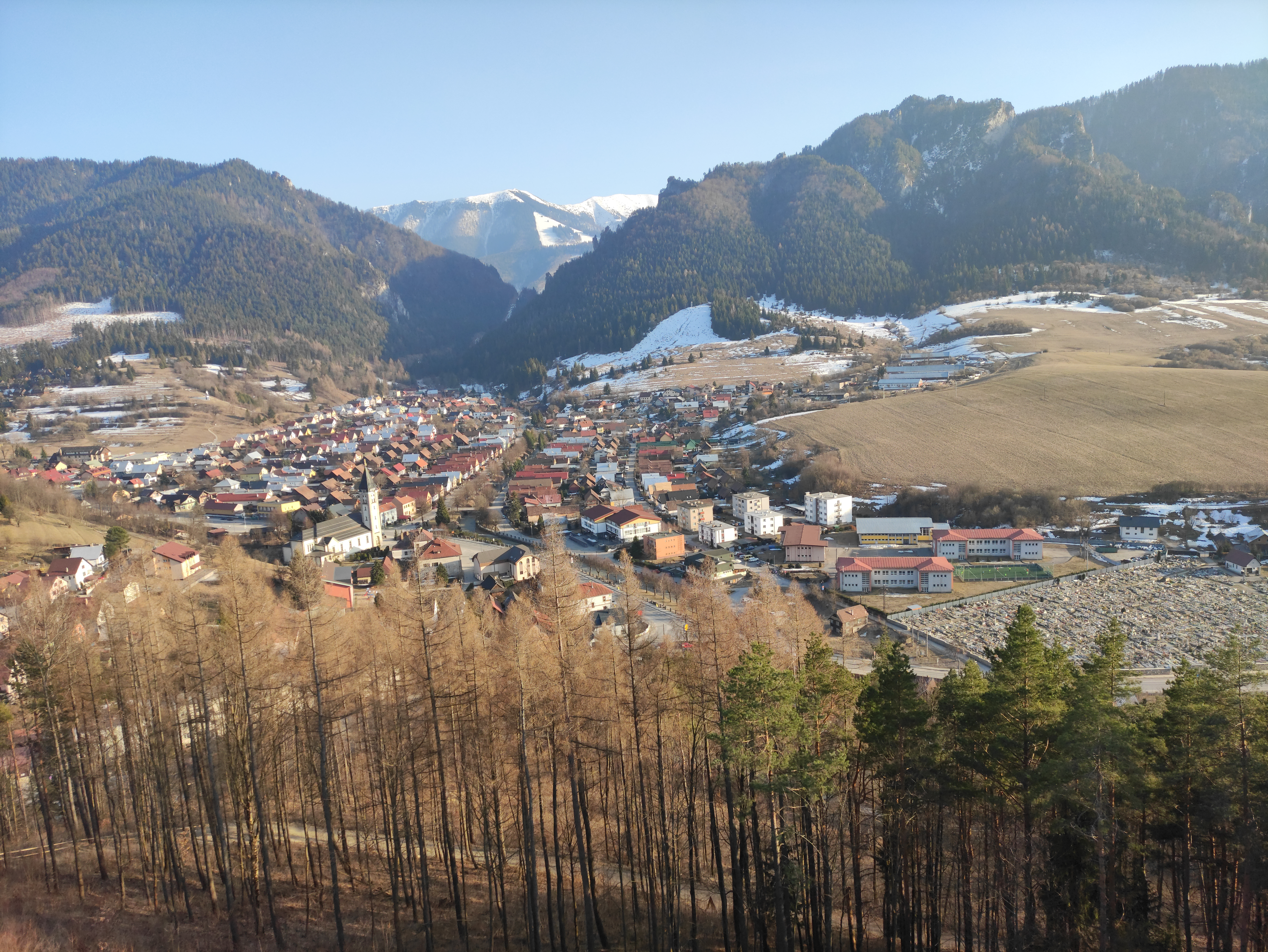
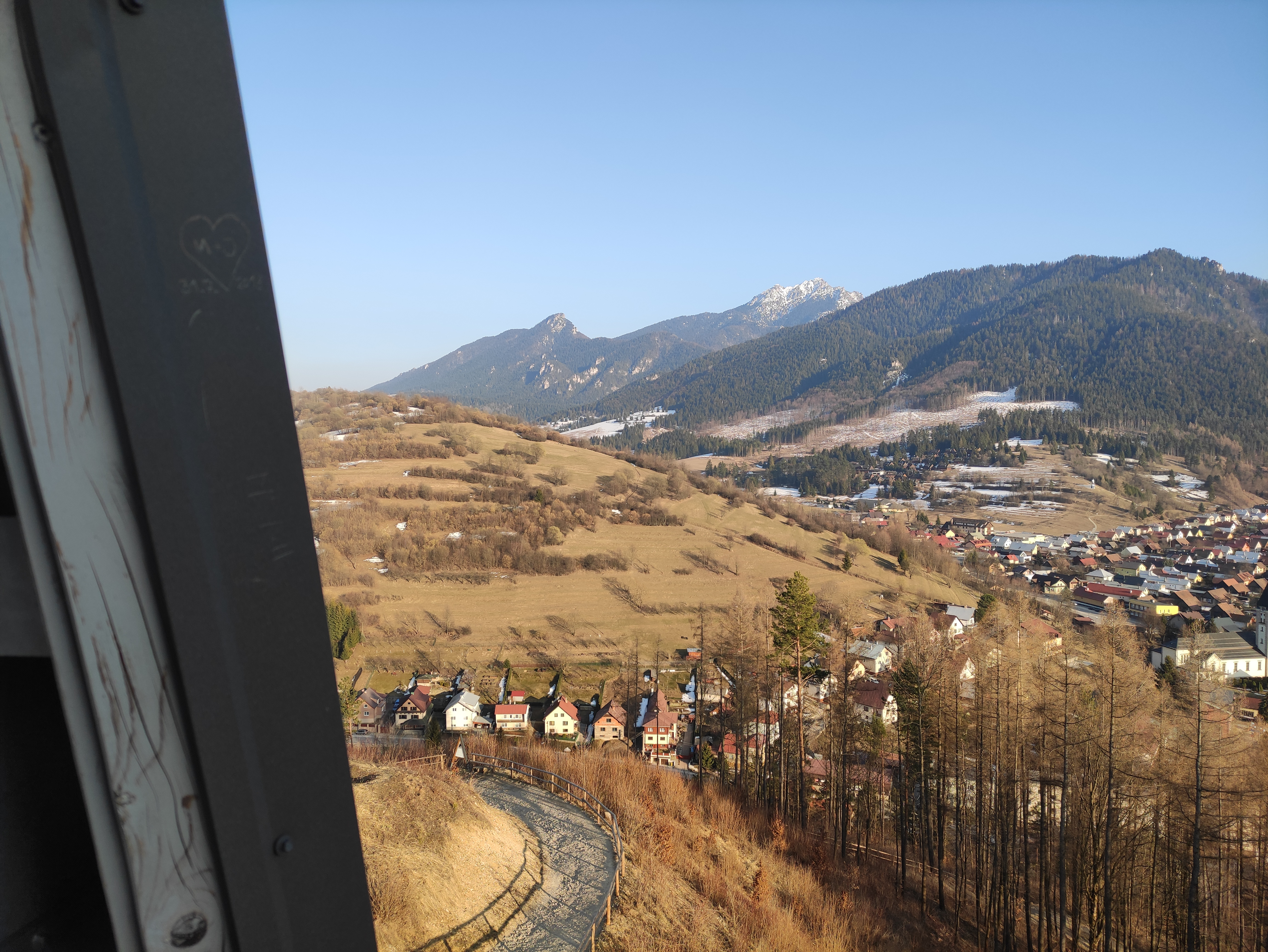
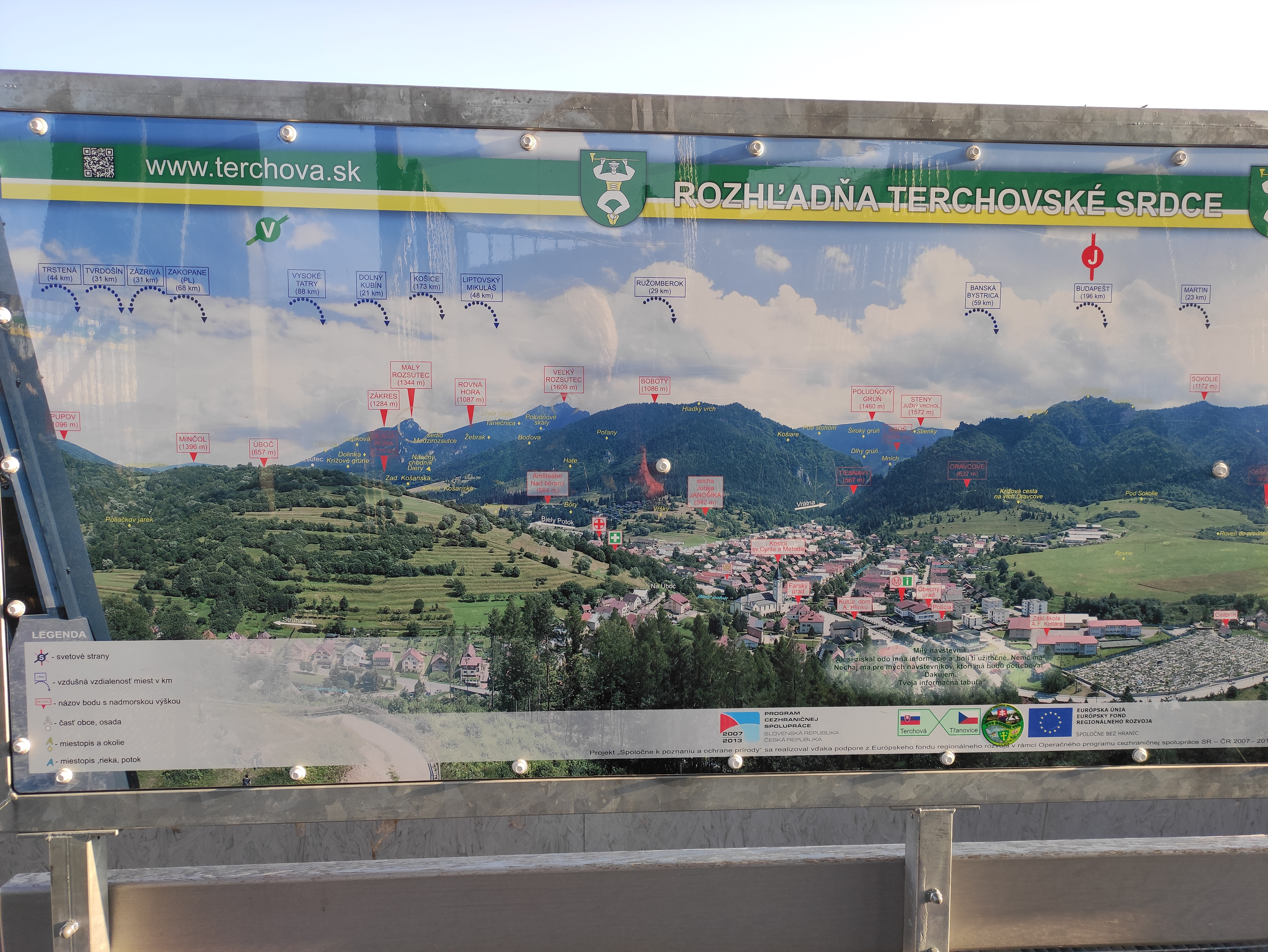